# Comorella
Coromella é um gênero de aranhas da família Linyphiidae descrito em 1985.